# Abies amabilis
Abies amabilis (ялиця миловида, англ. pacific silver fir, фр. sapin gracieux) — вид ялиць родини соснових. лат. amabilis — «милий, гідний любові».

## Поширення, екологія
Країни поширення: Канада (Британська Колумбія); США (Аляска, Каліфорнія, Орегон, Вашингтон). Росте від рівня моря біля узбережжя до 330 м над рівнем моря в Південно-Східній Алясці, в штаті Орегон від 250 м до 1830 м над рівнем моря на західних схилах Каскадних гір. Росте на різних гірських ґрунтах, як правило, льодовикового походження і кислих. Клімат різко вологий морський, з 1500–4000 мм річних опадів, більша частина яких — сніг. A. amabilis є складовою частиною мішаних хвойних лісів росте з Tsuga heterophylla, Picea sitchensis, Pseudotsuga menziesii, Thuja plicata, Chamaecyparis nootkatensis, Abies grandis, Abies magnifica і з Abies lasiocarpa і Tsuga mertensiana на височинах, але на відміну від останніх двох не досягає лінії дерев.

## Опис
Дерево 24–46(75) м заввишки і 60–120(260) см діаметром на рівні грудей; прямі, крона шпилеподібна, з віком стає з плоским верхом, циліндрична. Кора світло-сіра, гладка, але зі смоляними пухирями, з віком з'являються червонувато-сірі лускаті пластини. Гілки розходяться від стовбура під прямим кутом, короткі, жорсткі. Бруньки дрібні, сферичні, коричневі, кулясті, діаметром 6-9 мм, з фіолетовим восковим блиском. Голки розміром (0.7)1–2.5(4.0) см × 1–3 мм, темно-блискуче-зелені зверху, дещо сплющені й сріблясто білі знизу. Чоловічі шишки під час запилення червоні, стають червонувато-жовтими. Жіночі шишки прямостоячі, яйцювато-циліндричні, смолисті, пурпурно-сірі, потім коричневі, 8–10(18) см завдовжки і 3,5–5(7) см завширшки. Світло-коричневе насіння 10–12 мм завдовжки та близько 4 мм завширшки з крилами від червонуватого до світло-коричневого кольору, які приблизно такої ж довжини, що й насіння.
Найвище відоме дерево росте в англ. Olympic National Forest, штат Вашингтон: 71,9 м у висоту з діаметром на рівні грудей 140 см (Van Pelt 2000). Найбільше відоме дерево росте в англ. Goodman Creek поблизу міста Форкс, штат Вашингтон. Цей гігант мав об'єм стебел 74 м3, діаметр на рівні грудей 237 см, висоту 66,1 м. англ. Jan Henderson (1990) звітував про дерево віком понад 800 років у англ. Baker-Snoqualmie National Forest, штат Вашингтон.

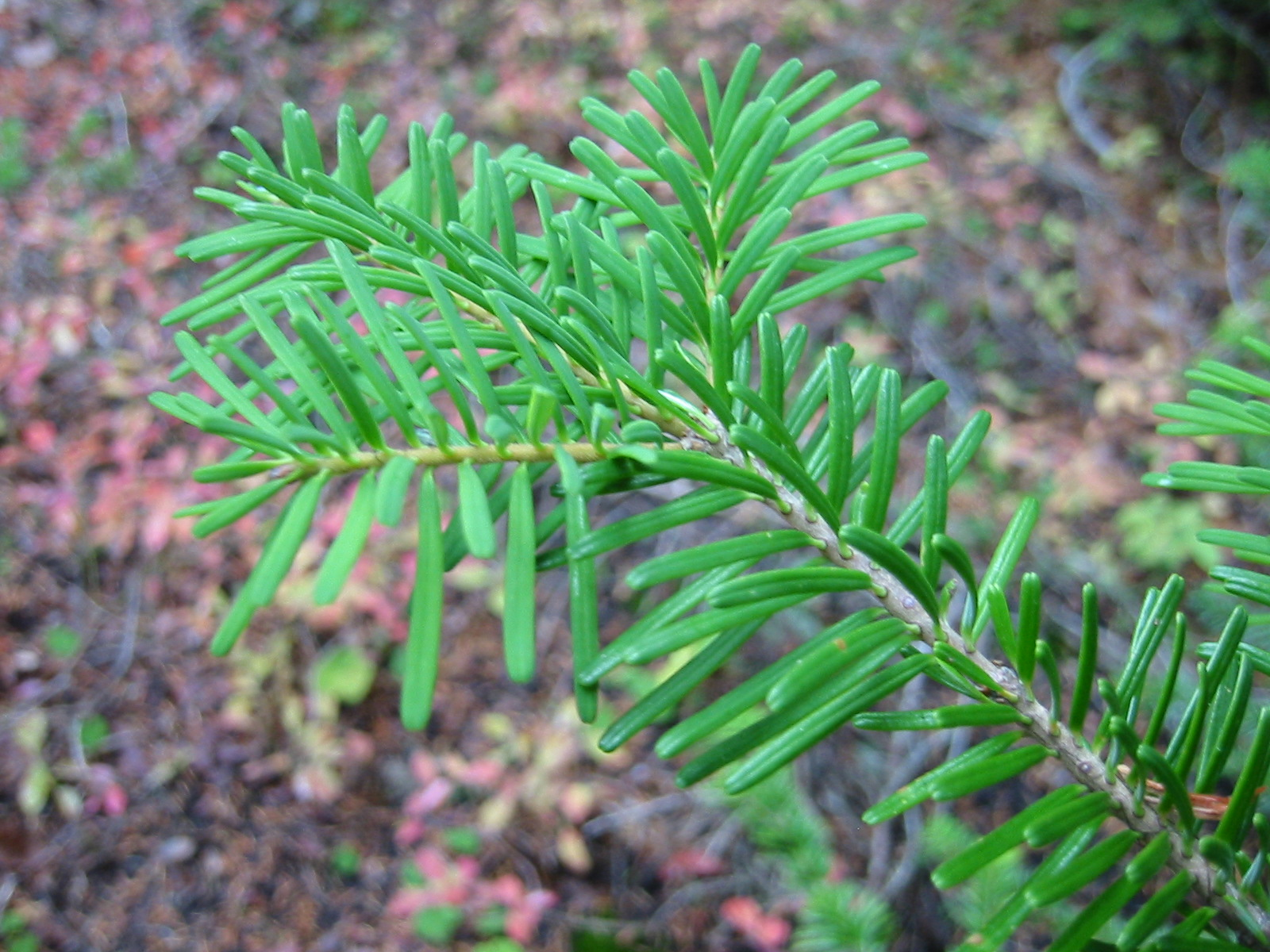
Листя зверху
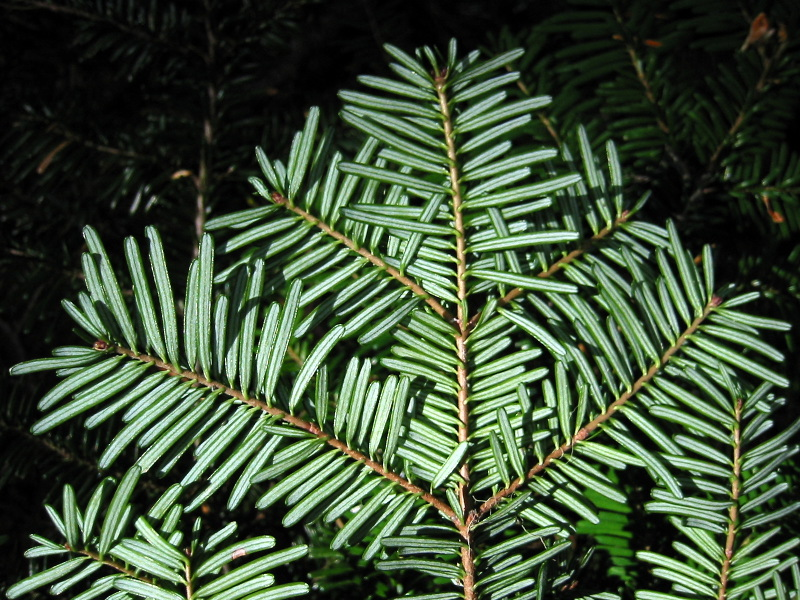
Листя знизу
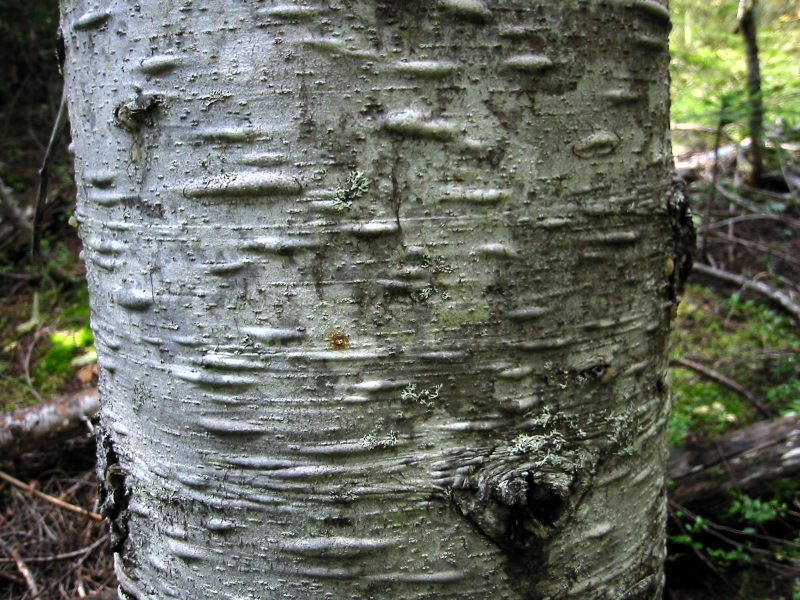
Кора
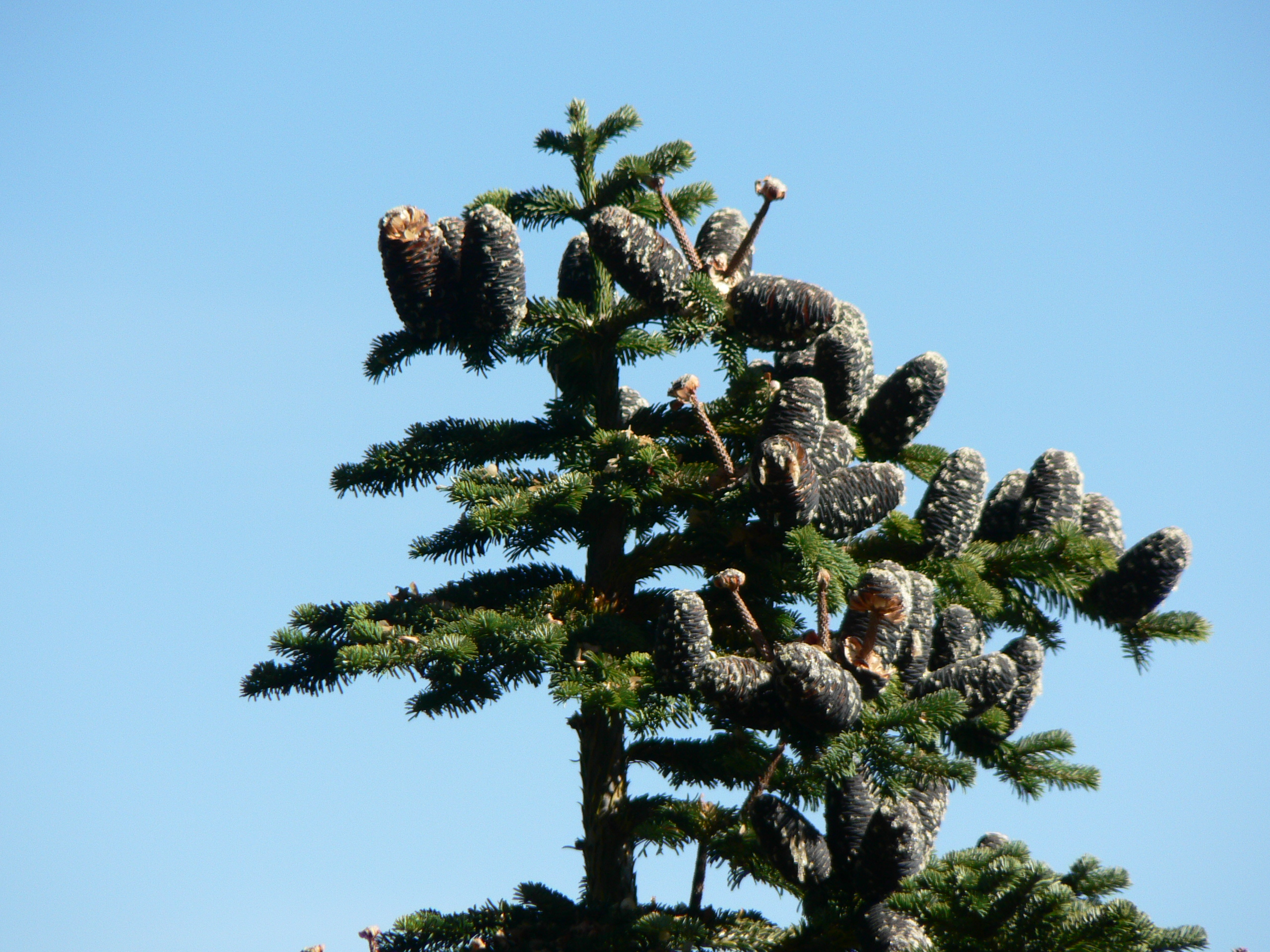
Шишки

## Використання
У лісовій промисловості не робиться жодної різниці між цим видом та Tsuga heterophylla, бо обидва хвойні мають аналогічні властивості дерева. Знаходиться у використанні для різних будівельних конструкцій, таких як фанера, шпони, оббивка. Деревина містить мало або взагалі не містить смоли та має світлий колір. Має значне застосування в целюлозної промисловості. Як декоративне дерево рідкісне, вирощується тільки в прохолодному і вологому морському кліматі, переважно, на заході Шотландії.

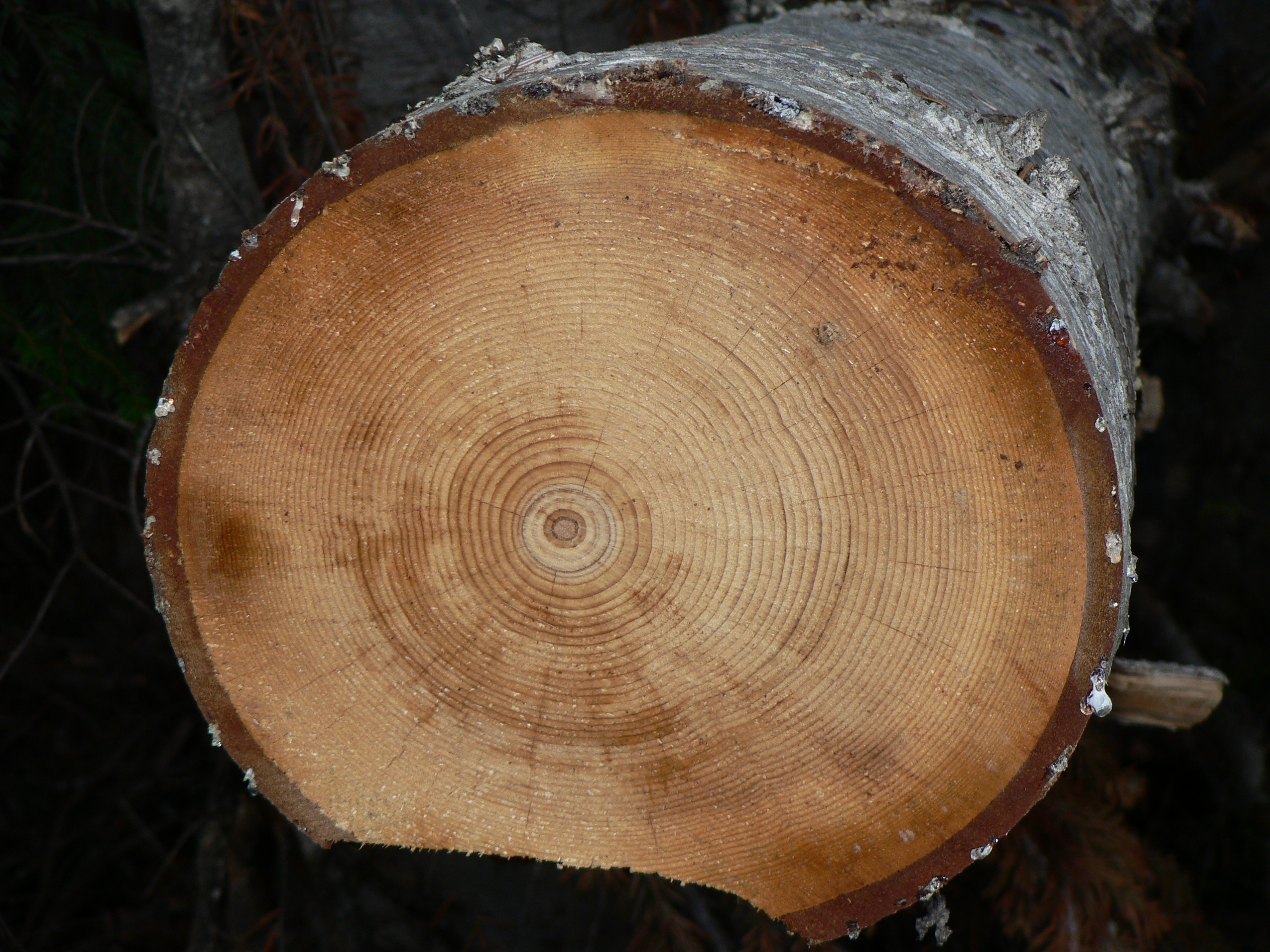
Деревина
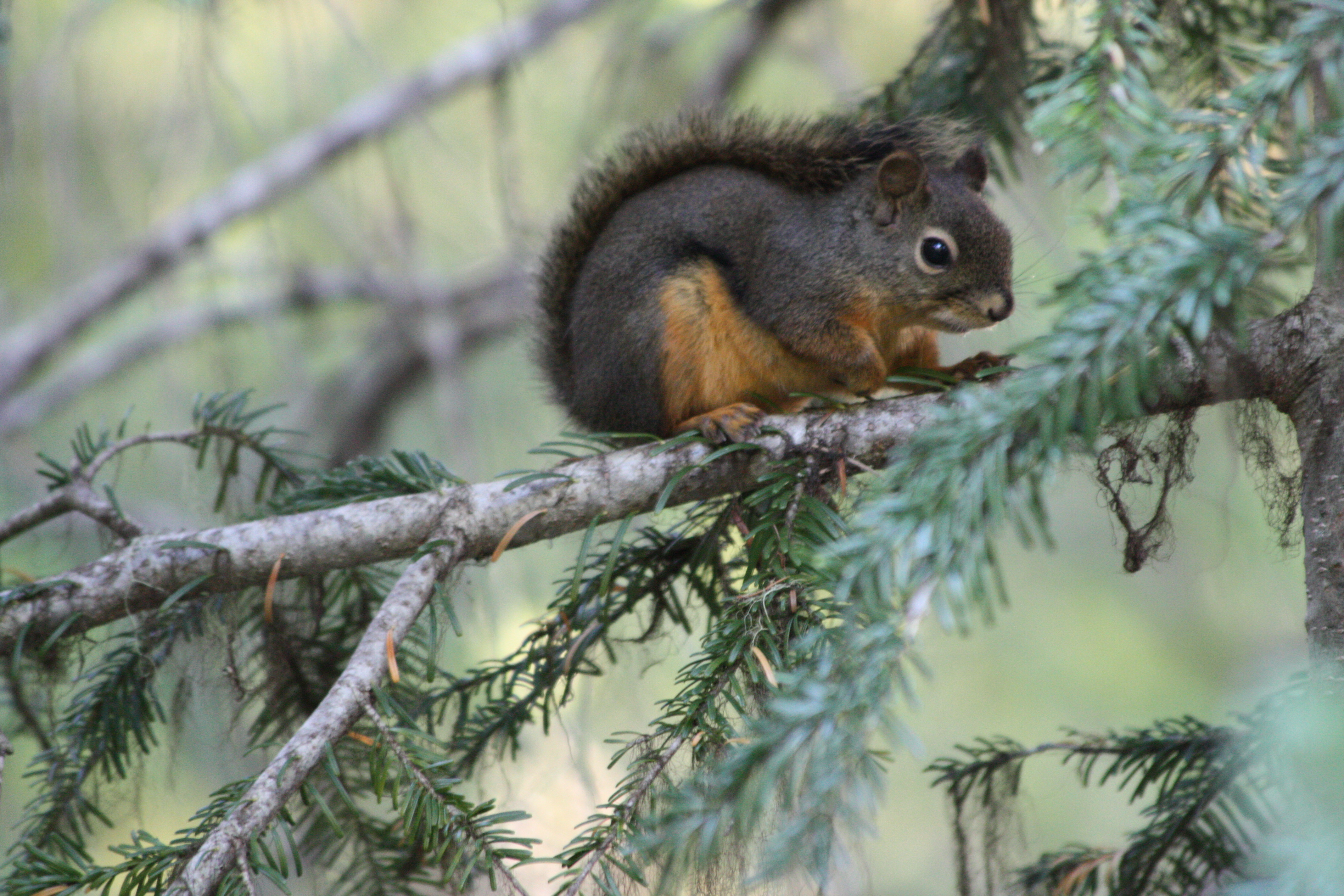
Tamiasciurus douglasii
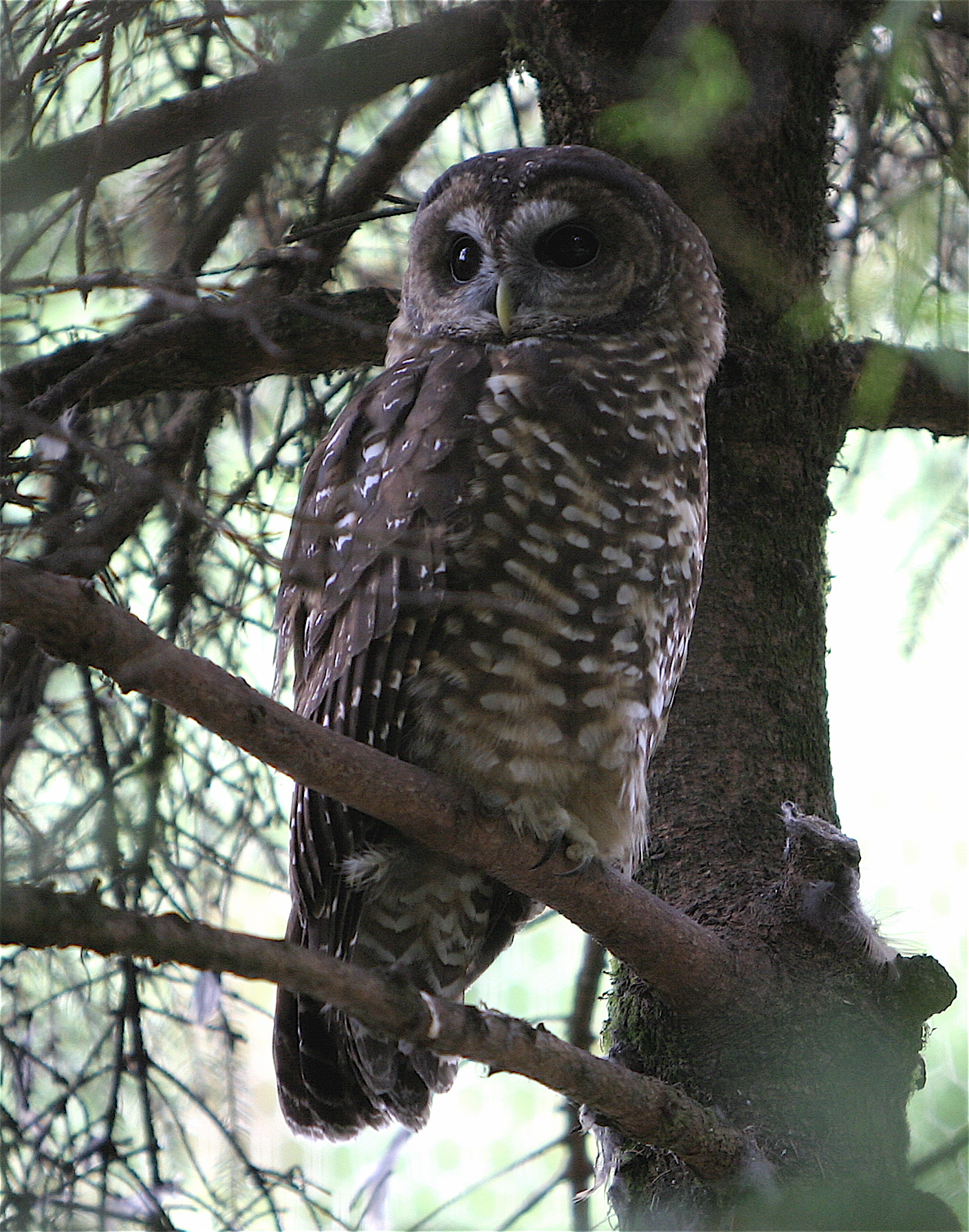
Рідкісна Strix occidentalis caurina (північна плямиста сова) — мешканець старих хвойних лісів

## Загрози та охорона
Історично вирубка призвела до зниження чисельності особливо там, де вирубка призвела до змін у землекористуванні або лісокористування не на користь регенерації цього виду. Вид є чутливим до лісових пожеж і легко знищується вогнем, а також кидками вітру під час штормів. Введені комахи (Adelges piceae), як відомо, мали руйнівні наслідки в частині Британської Колумбії і Вашингтона, але деякі дерева показали стійкість до них. Цей вид зустрічається в численних охоронних територіях у всьому діапазоні поширення.